# 2014-es labdarúgó-világbajnokság-selejtező (OFC – 3. forduló)
A 2014-es labdarúgó-világbajnokság óceániai selejtezőjének 3. fordulójának mérkőzéseit tartalmazó lapja.
A harmadik fordulóban a második forduló – azaz a 2012-es OFC-nemzetek kupája csoportkörének négy továbbjutója vett részt. A csapatok egyetlen csoportot alkottak, amelyben oda-visszavágós, körmérkőzéses rendszerben mérkőztek meg egymással. A mérkőzéseket 2012. szeptember 7-e és 2013. március 26-a között játszották. A csoport első helyezettje részt vesz az interkontinentális pótselejtezőn.

## Részt vevő csapatok
A fordulóban részt vevő csapatok kiléte 2012. június 6-án, a második forduló befejezésével derült ki.
| A csoport             | B csoport                    |
| --------------------- | ---------------------------- |
| Tahiti · Új-Kaledónia | Új-Zéland · Salamon-szigetek |

## Tabella
| Csapat           | M | Gy | D | V | G+ | G– | Gk  | P  |
| ---------------- | - | -- | - | - | -- | -- | --- | -- |
| Új-Zéland        | 6 | 6  | 0 | 0 | 17 | 2  | +15 | 18 |
| Új-Kaledónia     | 6 | 4  | 0 | 2 | 17 | 6  | +11 | 12 |
| Tahiti           | 6 | 1  | 0 | 5 | 2  | 12 | –10 | 3  |
| Salamon-szigetek | 6 | 1  | 0 | 5 | 5  | 21 | –16 | 3  |

| Új-Kaledónia     |     | 0–2 | 5–0 | 1–0 |
| Új-Zéland        | 2–1 |     | 6–1 | 3–0 |
| Salamon-szigetek | 2–6 | 0–2 |     | 2–0 |
| Tahiti           | 0–4 | 0–2 | 2–0 |     |

## Eredmények
| 2012. szeptember 7. 15:00 (UTC+11) |

| Salamon-szigetek        | 2–0               | Tahiti |
| ----------------------- | ----------------- | ------ |
| Fa'arodo 16' Teleda 60' | (1–0) Jegyzőkönyv |        |

| Lawson Tama Stadium, Honiara Nézőszám: 22 000 Játékvezető: Jamie Cross (új-zélandi) |

| 2012. szeptember 7. 18:00 (UTC+11) |

| Új-Kaledónia | 0–2               | Új-Zéland           |
| ------------ | ----------------- | ------------------- |
|              | (0–2) Jegyzőkönyv | Smeltz 12' Wood 40' |

| Stade Numa-Daly Magenta, Nouméa Nézőszám: 6000 Játékvezető: Norbert Hauata (tahiti) |

| 2012. szeptember 11. 19:35 (UTC+12) |

| Új-Zéland                                                             | 6–1               | Salamon-szigetek |
| --------------------------------------------------------------------- | ----------------- | ---------------- |
| Smeltz 12' Barbarouses 25' Killen 53' Lochhead 69' Wood 80' Rojas 83' | (2–0) Jegyzőkönyv | Fa'arodo 51'     |

| North Harbour Stadium, Auckland Nézőszám: 7931 Játékvezető: Bertrand Billon |

| 2012. szeptember 11. 20:00 (UTC−10) |

| Tahiti | 0–4               | Új-Kaledónia                             |
| ------ | ----------------- | ---------------------------------------- |
|        | (0–0) Jegyzőkönyv | Lolohea 55' Kaï 56' 63' Gope-Fenepej 89' |

| Stade Pater Te Hono Nui, Papeete Nézőszám: 574 Játékvezető: Andrew Achari (Fidzsi-szigeteki) |

| 2012. október 12. 15:00 (UTC+11) |

| Salamon-szigetek | 2–6               | Új-Kaledónia                                                     |
| ---------------- | ----------------- | ---------------------------------------------------------------- |
| Nawo 33' 59'     | (1–2) Jegyzőkönyv | Kayara 8' Gope-Fenepej 45' 81' 90+1' Poila 78' (öngól) Haeko 88' |

| Lawson Tama Stadium, Honiara Nézőszám: 8000 Játékvezető: Peter O'Leary (új-zélandi) |

| 2012. október 12. 20:00 (UTC−10) |

| Tahiti | 0–2               | Új-Zéland              |
| ------ | ----------------- | ---------------------- |
|        | (0–1) Jegyzőkönyv | Smeltz 24' Sigmund 82' |

| Stade Pater Te Hono Nui, Papeete Nézőszám: 600 Játékvezető: Bruce George (vanuatui) |

| 2012. október 16. 19:30 (UTC+11) |

| Új-Kaledónia                                            | 5–0               | Salamon-szigetek |
| ------------------------------------------------------- | ----------------- | ---------------- |
| Gope-Fenepej 5' R. Kayara 12' Kabeu 31' Lolohea 45' 90' | (4–0) Jegyzőkönyv |                  |

| Stade Numa-Daly Magenta, Nouméa Nézőszám: 4000 Játékvezető: Kader Zitouni (tahiti) |

| 2012. október 16. 19:40 (UTC+13) |

| Új-Zéland                      | 3–0               | Tahiti |
| ------------------------------ | ----------------- | ------ |
| McGlinchey 3' 90+4' Killen 90' | (1–0) Jegyzőkönyv |        |

| AMI Stadium, Christchurch Nézőszám: 10 751 Játékvezető: Gerald Oiaka (salamon-szigeteki) |

| 2013. március 22. 19:45 (UTC+13) |

| Új-Zéland              | 2–1               | Új-Kaledónia |
| ---------------------- | ----------------- | ------------ |
| Killen 10' Smith 90+4' | (1–0) Jegyzőkönyv | Lolohea 56'  |

| Forsyth Barr Stadium, Dunedin Játékvezető: Strebre Delovski (ausztrál) |

| 2013. március 22. 20:00 (UTC−10) |

| Tahiti                   | 2–0               | Salamon-szigetek |
| ------------------------ | ----------------- | ---------------- |
| Bourebare 28' Vallar 82' | (1–0) Jegyzőkönyv |                  |

| Stade Pater Te Hono Nui, Papeete Játékvezető: Andrew Achari (Fidzsi-szigeteki) |

| 2013. március 26. 18:00 (UTC+11) |

| Új-Kaledónia | 1–0               | Tahiti |
| ------------ | ----------------- | ------ |
| Lolohea 86'  | (0–0) Jegyzőkönyv |        |

| Stade Numa-Daly Magenta, Nouméa Játékvezető: Rakesh Varman (Fidzsi-szigeteki) |

| 2013. március 26. 15:00 (UTC+11) |

| Salamon-szigetek | 0–2               | Új-Zéland    |
| ---------------- | ----------------- | ------------ |
|                  | (0–1) Jegyzőkönyv | Payne 3' 88' |

| Lawson Tama Stadium, Honiara Játékvezető: Averii Jacques (tahiti) |